# 萊姆哈伊縣
萊姆哈伊縣（英語：Lemhi County）是美国爱达荷州中部的一個郡，東鄰蒙大拿州，面積11,835平方公里。根據2020年人口普查，本縣共有人口7,974人。縣治為沙蒙。
本縣成立於1869年1月9日，縣名來自傳道部萊姆哈伊堡。萊姆哈伊堡是由摩門教徒建立，而其名字則源自《摩門經》中的萊姆哈伊王。

## 地理

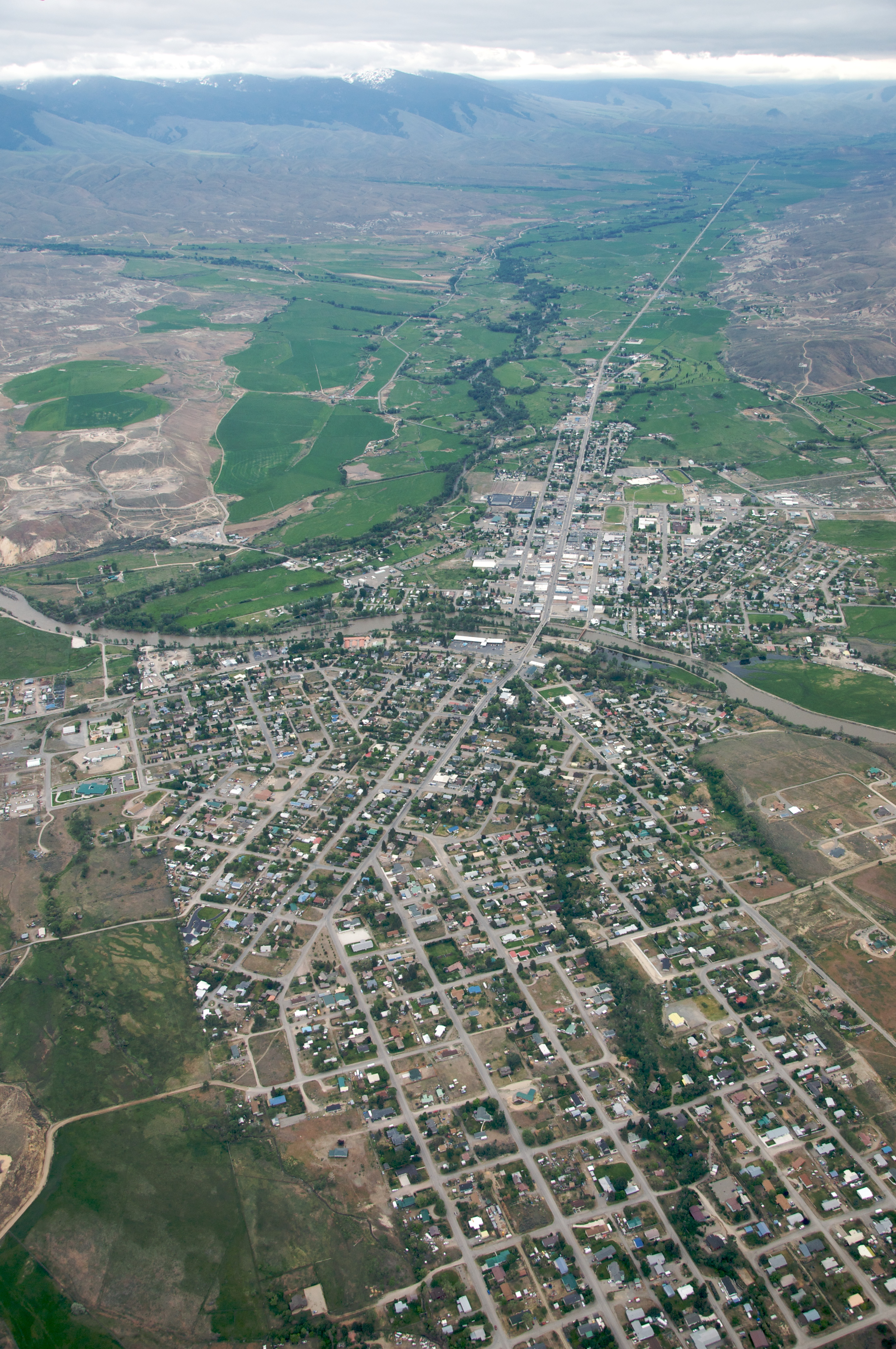
縣治沙蒙

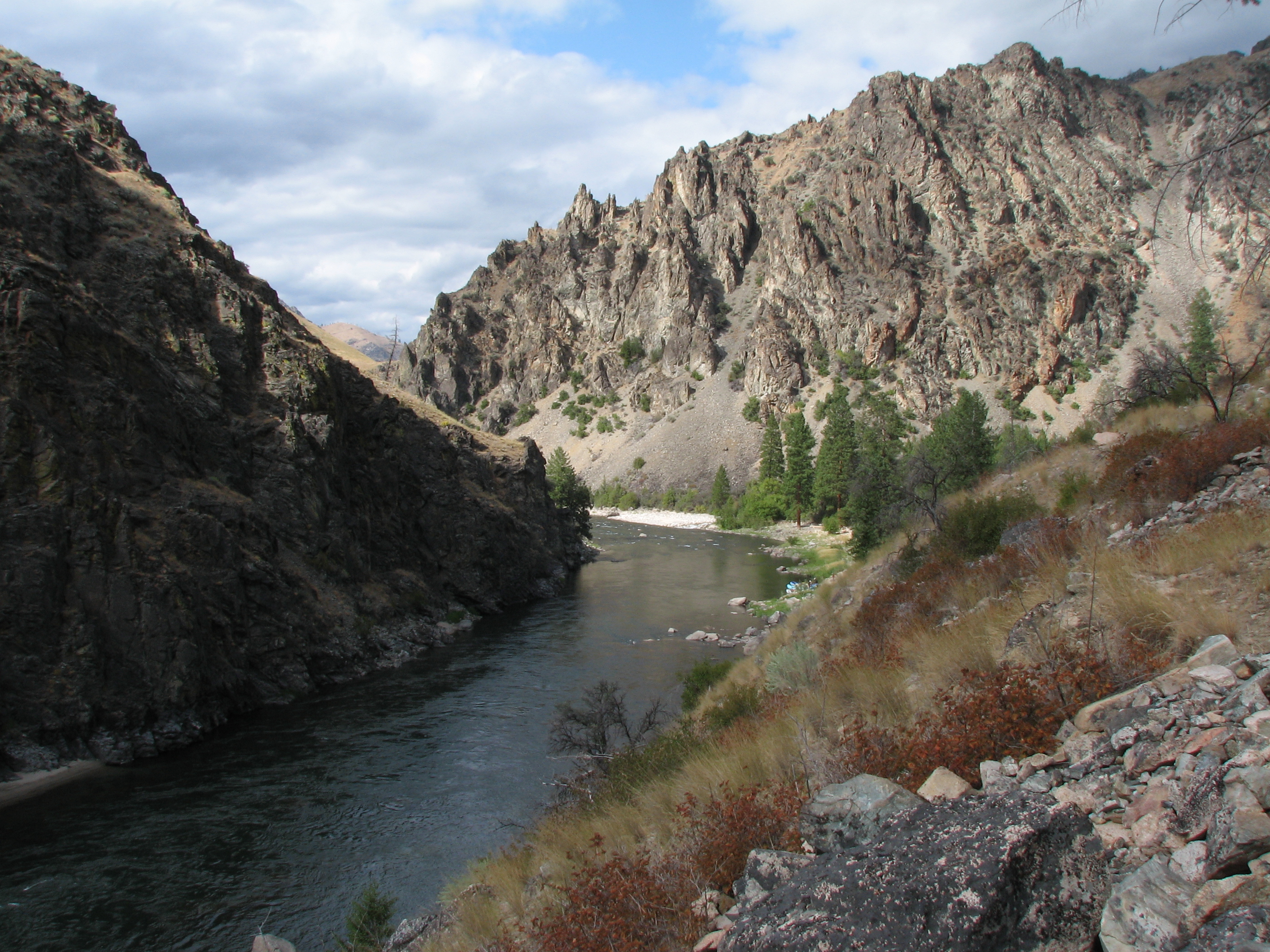
弗蘭克·丘奇不歸河原野

根據2000年人口普查，萊姆哈伊縣的總面積為4,569.50平方英里（11,835.0平方），其中有4,564.16平方英里（11,821.1平方），即99.88%為陸地；5.35平方英里（13.9平方），即0.12%為水域。本縣既是愛達荷州面積第四大的縣份，亦是美國面積第81大的縣份。本縣的最高點為萊姆哈伊山脈的貝爾山，其海拔為11,6120英尺（3,539米）。而本縣的最低點則為海拔3,000英尺（914米）的薩蒙河。

### 毗鄰縣
- 爱达荷州 瓦利縣：西方
- 愛達荷州 卡斯特縣：南方
- 愛達荷州 布尤特縣：南方
- 愛達荷州 克拉克縣：東方
- 蒙大拿州 比弗黑德縣：北方
- 蒙大拿州 拉瓦利縣：北方

### 國家保護區
- 薩門國家森林（部分）
- 夏利斯國家森林（部分）
- 塔伊國家森林（部分）
- 弗兰克·丘奇-不归路河原野（部分）

## 人口
| 调查年            | 人口  | 备注 | %±     |
| ----------------- | ----- | ---- | ------ |
| 1870              | 988   |      | —      |
| 1880              | 2,230 |      | 125.7% |
| 1890              | 1,915 |      | −14.1% |
| 1900              | 3,446 |      | 79.9%  |
| 1910              | 4,786 |      | 38.9%  |
| 1920              | 5,164 |      | 7.9%   |
| 1930              | 4,643 |      | −10.1% |
| 1940              | 6,521 |      | 40.4%  |
| 1950              | 6,278 |      | −3.7%  |
| 1960              | 5,816 |      | −7.4%  |
| 1970              | 5,566 |      | −4.3%  |
| 1980              | 7,460 |      | 34.0%  |
| 1990              | 6,899 |      | −7.5%  |
| 2000              | 7,806 |      | 13.1%  |
| 2010              | 7,936 |      | 1.7%   |
| [ 7 ] [ 8 ] [ 9 ] |       |      |        |

根據2000年人口普查，萊姆哈伊縣擁有7,806居民、3,275住戶和2,217家庭。其人口密度為每平方英里2居民（每平方公里1居民）。本縣擁有4,154間房屋单位，其密度為每平方英里1間（每平方公里0.35間）。而人口是由96.63%白人、0.1%非裔、0.6%土著、0.18%亞裔、0.04%太平洋岛民、0.77%其他種族和1.68%混血构成。而西班牙裔或拉丁美洲裔佔了人口2.18%。在96.63%白人中，有19.5%為德裔、18.0%為英裔、以及6.5%為愛爾蘭裔。
在3,275住户中，有28.6%擁有一個或以上的兒童（18歲以下）、57.8%為夫妻、6.9%為單親家庭、32.3%為非家庭、27.7%為獨居、12.4%住戶有同居長者。平均每戶有2.38人，而平均每個家庭則有2.91人。在7,806居民中，有25.5%為18歲以下、5.5%為18至24歲、22.7%為25至44歲、29.5%為45至64歲以及16.8%為65歲以上。人口的年齡中位數為43歲，女子對男子的性別比為100：99.2。成年人的性別比則為100：97.5。
本縣的住戶收入中位數為$30,185，而家庭收入中位數則為$35,261。男性的收入中位數為$30,558，而女性的收入中位數則為$18,289，人均收入為$16,037。約10.6%家庭和15.3%人口在貧窮線以下，包括19.8%兒童（18歲以下）及10.3%長者（65歲以上）。